# Калхун (округ, Алабама)
Калху́н (англ. Calhoun County) — округ в США, штате Алабама. Официально образован в 1832 году. По состоянию на 2000 год, численность населения составляла 112 249 человек. Административный центр округа — Аннистон. Назван в честь политика Джона Кэлхуна.

## География
По данным Бюро переписи США, общая площадь округа — 1585,9 км², из которых 1575,9 км² — суша, а 10 км² или 0,63% — это водоемы.

### Соседние округа
|           | Этова     |         | Чероки |  |
| Сент-Клэр | север     | Клиберн |        |  |
| Сент-Клэр | Калхун    | Клиберн |        |  |
| Сент-Клэр | юг        | Клиберн |        |  |
|           | Талладига |         |        |  |

## Демография
По данным переписи населения 2000 года в округе проживало 112 249 жителей, в составе 45 307 хозяйств и 31 307 семей. Плотность населения была 71 чел. на 1 квадратный километр. Насчитывалось 51 322 жилых домов. Расовый состав населения был 78,88% белых, 18,54% чёрных или афроамериканцев, и 0,96% представители двух или более рас. 1,56% населения являлись испаноязычными или латиноамериканцами.
Из 45 307 хозяйств 29,5% воспитывают детей возрастом до 18 лет, 52,2% супружеских пар живущих вместе, 13,4% женщин-одиночек, 30,9% не имели семей. 26,9% от общего количества живут самостоятельно, 10,7% — лица старше 65 лет, живущие в одиночку. В среднем на каждое хозяйство приходилось 2,42 человека, среднестатистический размер семьи составлял 2,94 человека.
Показатели по возрастным категориям в округе были следующие: 23,6% жители до 18 лет, 10,4% от 18 до 24 лет, 27,8% от 25 до 44 лет, 24,1% от 45 до 64 лет, и 14,1% старше 65 лет. Средний возраст составлял 37 лет. На каждых 100 женщин приходилось 91,7 мужчины. На каждых 100 женщин в возрасте 18 лет и старше приходилось 88,1 мужчины.